# Сулейман аль-Ульван

## Биография
Сулейман ибн Насыр ибн Абдуллах аль Ульван родился в городе Бурейда Саудовской Аравии в 1389 г. по хиджре (1968 год). Женился в 1410 г.х. Начал получать знания в 1404 г.х. посвятил себя получению знаний, посещая уроки некоторых ученых и читая книги.
Учителя:
1. Шейх Салих ибн Ибрахим Балихи из Къасыма. Выучил у него «Китабу атТаухид», «Умдату аль Ахкам»;
2. Шейх Мухаддис Абдуллах ад Дувейш. Выучил у него «Акыда Васития» «Фатва Хамавия», «Аль-Аджуррумийя»;
3. Шейх Абдул Мухаммад аль Хусейн абу Хейль. Выучил у него «Нухбату аль Фикр», «Байкъуния», «Рахабия», «Бульгь аль Марам»;
4. Шейх Мухаммад ибн Сулейман аль Алитт. Выучил у него «Три основы», некоторую часть «Заду аль Мутакнах», «Сулям аль Усуль» «Фадлю аль Ислям» (Абдуль Ваххаба);
5. Шейх Ахмад ибн Насыр аль Ульван. Выучил у него «Альфия» (ибн Малик) Так же шейх выучил «Кашфу Шубухат» и «Адаб машью иля ас Салят».
В 1413-х. гг. он переехал в Лучезарную Медину и получал знания у Шейха Хаммада аль Ансари и читал у него дома «Масаиль аль Хадисия», Шейх Хаммад аль Ансар дал ему разрешение (Иджазу) «Муснад» (Имам Ахмада), «Муватта» (Имам Малик), «Бухари Муслим», «Сахих Ибн Хузейма», «Сахих ибн Хиббан», «Мусаннаф Абд ар-Раззака», «Мусаннаф Ибн Аби Шейбы», а также в тафсире «Ибн Касир», «Ибн Джарир». Затем он переехал в Мекку, на некоторое время и продолжил получать знания у Шейха Мухаммада аль Ансари. Читал у него науки «Усуля Фикх» и в грамматике «Альфия» (ибн Малик) так же получил иджазу в некоторых чтениях Корана у Шейха Абдуль Вакиля ибн Абдуль Хакъ аль Хьашими.
Некоторые его современники его хвалили, такие как Шейх ибн Баз.
Известны заявления Ульвана относительно революции в Египте, в результате которой к власти пришла партия «Ихван аль муслимин», которая отличалась своими радикальными религиозными взглядами и террористическими методами захвата власти (расстрел полицейских, подрывы мирного населения и т. п.). В частности он сказал: «Они (ихваны) больше принадлежат к нам, чем все из них (прим.: те, которые критикуют их) и это часть предательства распространять их ошибки (прим.: то есть предостережения от заблуждений ихванов) и показывать их людям».

## Критика
Подвергся критике ведущих богословов Саудовской Аравии за свои враждебные высказывания.

## После суда
В данное время[когда?]

 находится в тюрьме Королевства Саудовская Аравия. Был приговорен к 15 годам лишения свободы и 10 годам ограничения свободы по окончании наказания, за данные преступления: поддержка террористической организации «Аль-Каида»; сокрытие лиц находящихся в розыске в течение двух месяцев; опороченных им ученых этой страны[уточнить]. Обвинение так же включает в себя: выход из подчинения правителю, подстрекательство к вооруженному восстанию, как простых людей так и силовиков, призывая их не выполняться приказы МВД КСА.